# Estádio da Cidadela
Het Estádio da Cidadela is een multifunctioneel stadion in Luanda, Angola. Het stadion wordt meestal gebruikt voor voetbalwedstrijden, maar kan ook worden ingezet bij culturele activiteiten zoals bij concerten.
Het stadion maakt deel uit van het grotere Complexo Desportivo da Cidadela. In dat complex zit onder andere ook meerdere Arena's (Pavilhão da Cidadela, Pavilhão Anexo en Pavilhão Anexo II). Bij de bouw van het stadion konden 65.000 toeschouwers aanwezig zijn, dat aantal is nu rond de 40.000. De voetbalclubs Progresso Associação do Sambizanga, Atlético Petróleos Luanda en Sport Luanda e Benfica maken soms weleens gebruik van dit stadion. In 2013 zijn 10 mensen overleden en 120 gewond bij een nieuwjaarsevenement. Het stadion was overvol, toen er veel meer mensen dan verwacht bij het evenement aanwezig waren.